# Dessoubre
A Dessoubre folyó Franciaország területén, a Doubs bal oldali mellékfolyója.

## Földrajzi adatok
La Sommette-nél, Doubs megyében a Jura hegységben ered,  és Saint-Hippolyte-nél, szintén Doubs megyében torkollik a Doubs-ba. Hossza 33,3 km, vízhozama 13 m³/s.

## Megyék és városok a folyó mentén
Doubs : Rosureux, Orgeans-Blanchefontaine